# Bahnhof Wuppertal-Cronenberg

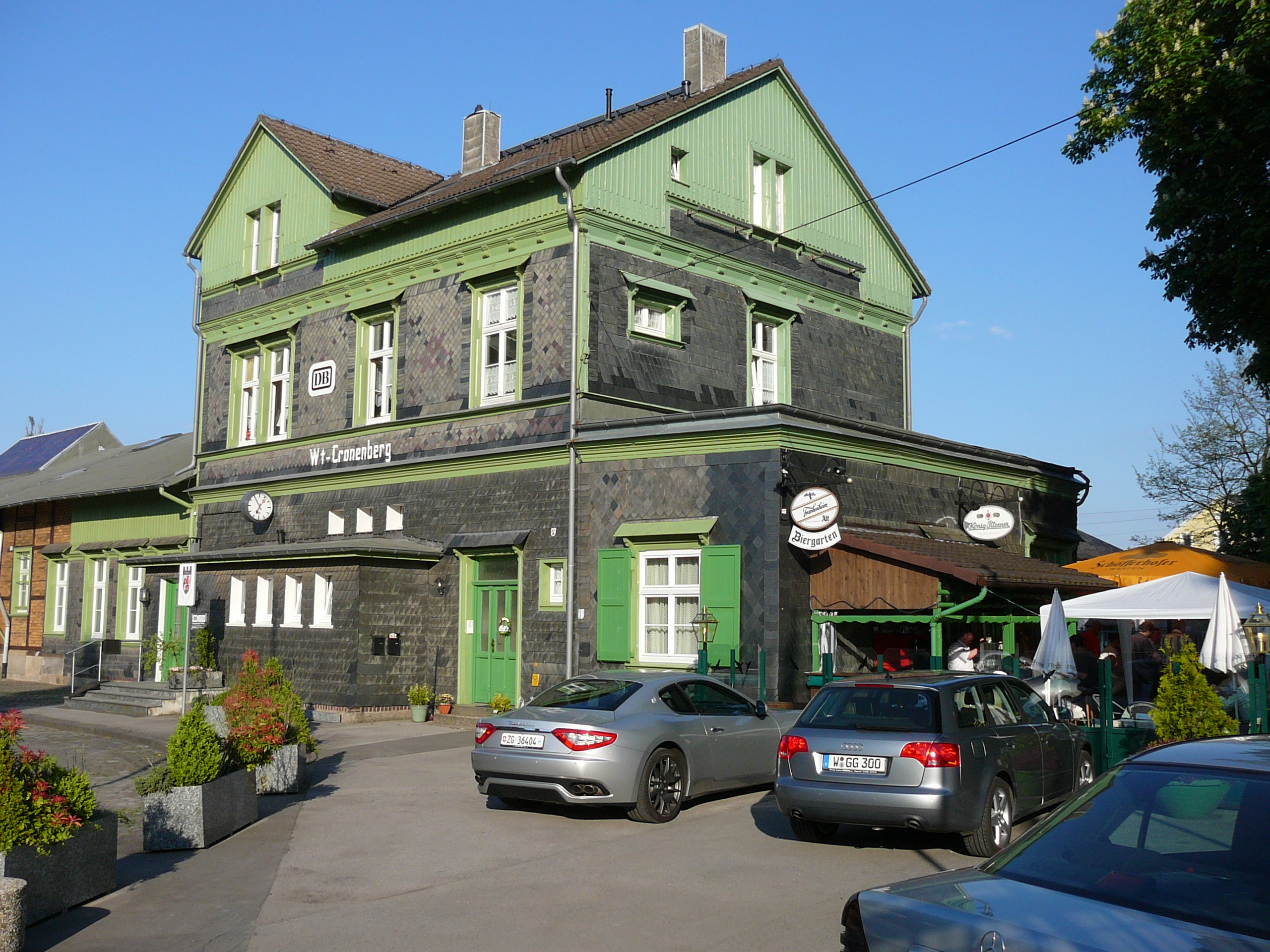
Seite zum Hof an dem Güterschuppen

Der Bahnhof Wuppertal-Cronenberg (kurz: Cronenberger Bahnhof) ist ein historischer Bahnhof in Wuppertal. Das Empfangsgebäude liegt im Stadtteil Cronenberg nahe dem Ortskern und befindet sich an der am 1. April 1891 eröffneten und 1988 stillgelegten Bahnstrecke Wuppertal-Steinbeck–Wuppertal-Cronenberg („Burgholzbahn“ oder „Cronenberger Samba“).

## Geschichte
Der Bahnhof wurde als Kopfbahnhof von der Bergisch-Märkischen Eisenbahn-Gesellschaft 1891 unter dem Namen Cronenberg eröffnet. Anfang der 1950er Jahre wurde er in Wuppertal-Cronenberg umbenannt. Bis zur Stilllegung wurde neben dem Personenverkehr auch Güterabfertigung durchgeführt.
Das schieferverkleidete Empfangsgebäude in Fachwerkbauweise befindet sich heute im Privateigentum einer Spedition und ist zusammen mit dem Güterschuppen, Büroteil und Freiladerampe mit Überdachung seit dem 10. März 1992 als Baudenkmal eingetragen. Im Empfangsgebäude wird eine Gaststätte betrieben, die von der Spedition verpachtet wird.